# Pillig
Pillig auf dem Maifeld ist eine Ortsgemeinde im Landkreis Mayen-Koblenz in Rheinland-Pfalz. Sie gehört der Verbandsgemeinde Maifeld an, die ihren Verwaltungssitz in der Stadt Polch hat.

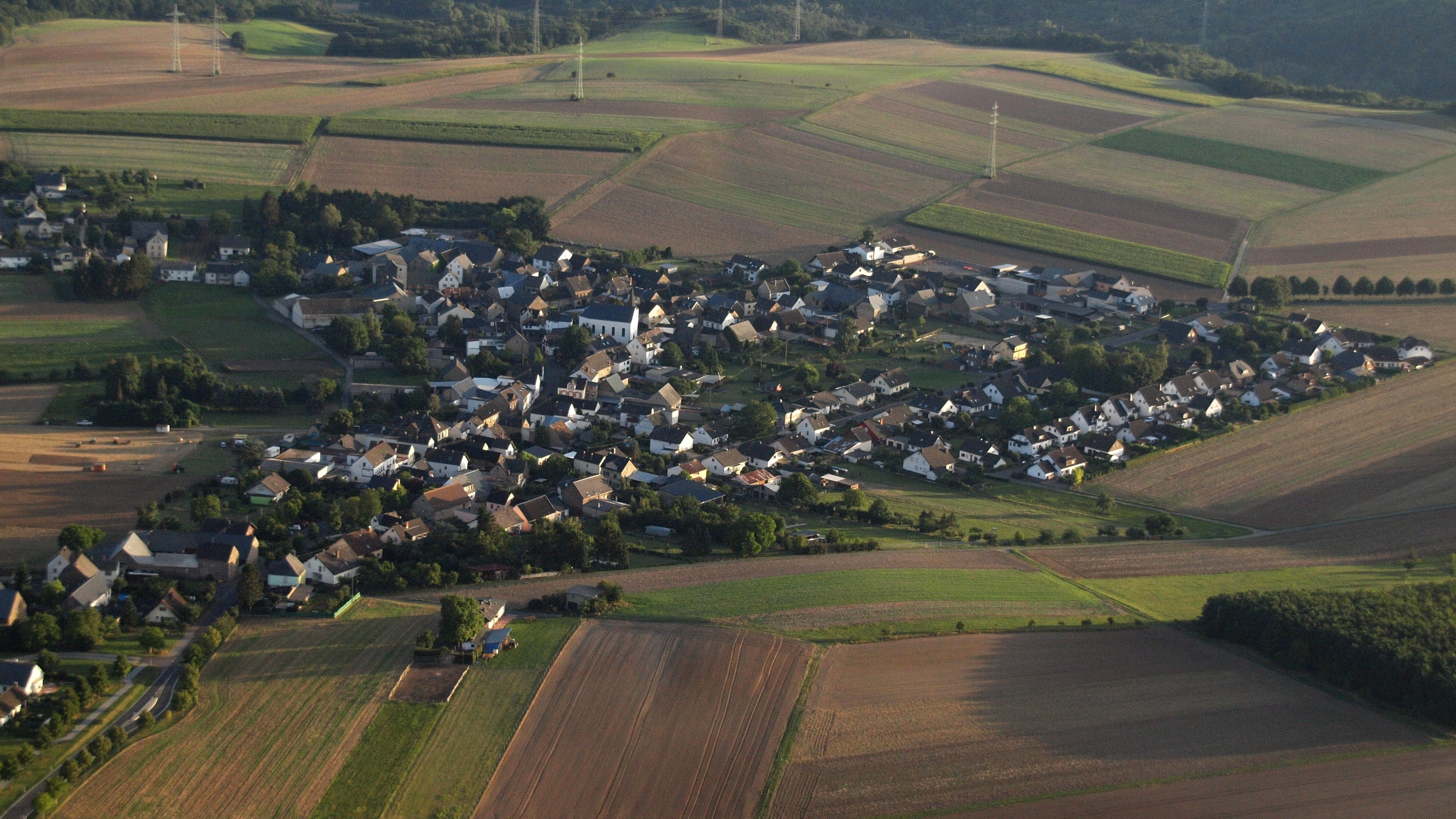
Pillig, Luftaufnahme (2015)

## Geschichte
1563 umfasste Pillig unter dem Namen Pülich 47, 1683 38 Feuerstellen. Landesherrlich gehörte die Ortschaft, ehemals Pillich genannt, bis Ende des 18. Jahrhunderts zum Kurfürstentum Trier und unterstand der Verwaltung des Amtes Münster-Maienfeld. Pillig war Sitz eines Heimburgers im Hochgericht Münster-Maienfeld.
Einwohnerentwicklung
Die Entwicklung der Einwohnerzahl von Pillig, die Werte von 1871 bis 1987 beruhen auf Volkszählungen:
| Jahr | Einwohner |
| ---- | --------- |
| 1815 | 365       |
| 1835 | 169       |
| 1871 | 515       |
| 1905 | 472       |
| 1939 | 437       |
| 1950 | 553       |
| 1961 | 460       |

| Jahr | Einwohner |
| ---- | --------- |
| 1970 | 465       |
| 1987 | 490       |
| 1997 | 555       |
| 2005 | 507       |
| 2011 | 481       |
| 2017 | 454       |
| 2022 | 484       |

## Politik

### Gemeinderat
Der Gemeinderat in Pillig besteht aus acht Ratsmitgliedern, die bei der Kommunalwahl am 9. Juni 2024 in einer Mehrheitswahl gewählt wurden, und dem ehrenamtlichen Ortsbürgermeister als Vorsitzendem.

### Bürgermeister
Horst Klee wurde 2016 Ortsbürgermeister von Pillig. Bei der Direktwahl am 26. Mai 2019 wurde er mit einem Stimmenanteil von 90,55 % und am 9. Juni 2024 als einziger Bewerber mit 89,2 % jeweils für weitere fünf Jahre in seinem Amt bestätigt.
Klee ist Nachfolger von Tilman Boehlkau.

### Wappen
| Wappen von Pillig | Blasonierung: „In Rot ein schräglinker goldener Wellenbalken. Oben ein goldener römischer Tempel, unten eine goldene karolingische Münze mit schwarzem Innenfeld, belegt mit einem goldenen Kreuz, das von vier goldenen Kugeln bewinkelt ist.“ |
| Wappen von Pillig | Wappenbegründung: Der Wellenbalken symbolisiert den Elzbach. Die Münze erinnert an die Entdeckung eines bedeutenden karolingischen Münzschatzes 1957 im ehemaligen Gemeindewald in der Pilligerheck, die heutzutage zu Keldung gehört, ein Stadtteil von Münstermaifeld. Der Tempel weist hin auf die vielen römischen Funde im Umkreis von Pillig, insbesondere an die Gebäudereste im Distrikt „Sandwiese“ und westlich der Kirche. Wappenentwurf: A. Friderichs, Zell/Mosel. |

## Sehenswürdigkeiten

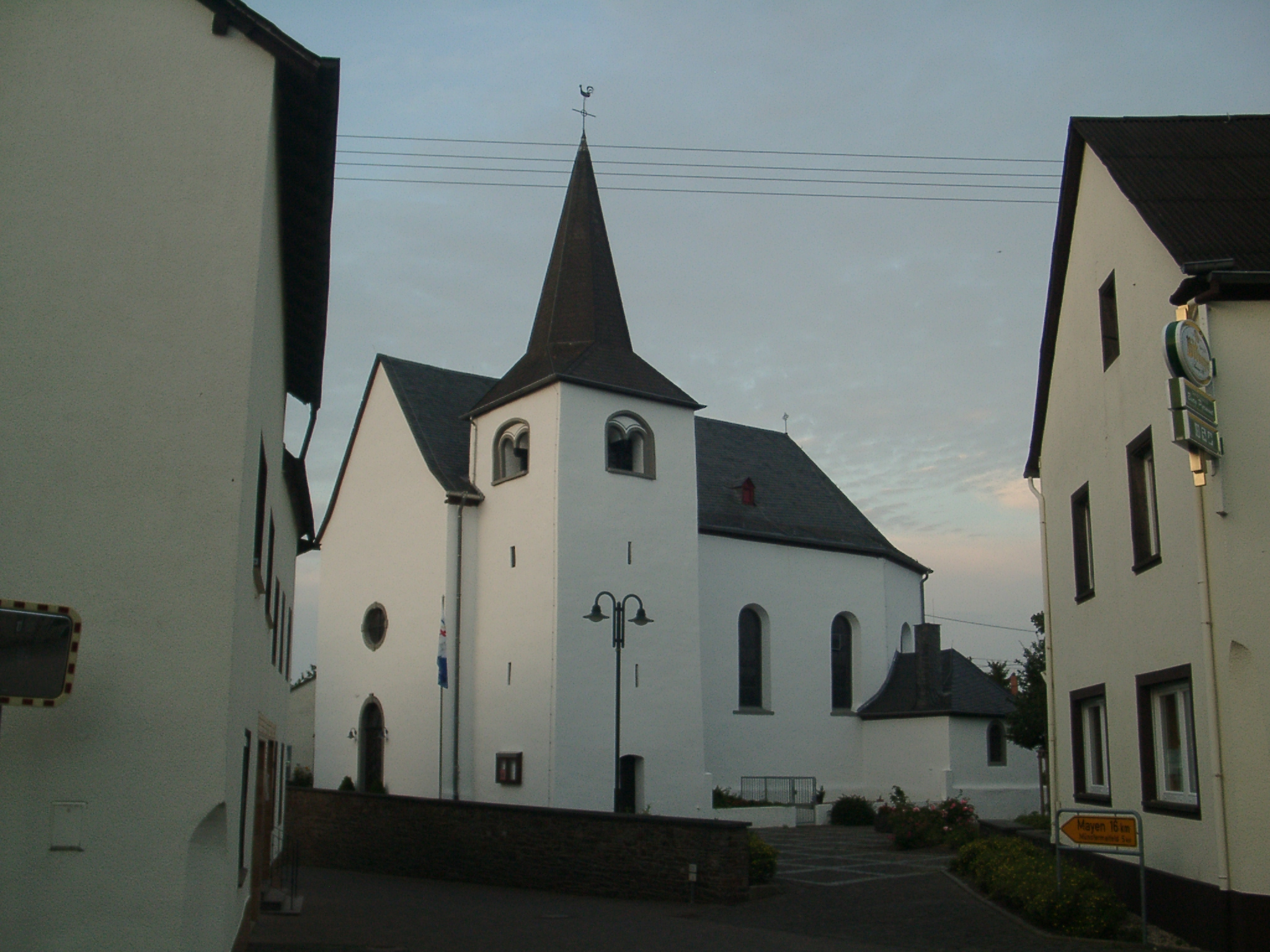
Pfarrkirche Pillig

Die katholische Pfarrkirche St. Firminus stammt aus dem Jahr 1778, weist jedoch Reste spätromanischen Mauerwerks und einen spätgotischen Turm auf. Die einheitliche Ausstattung stammt überwiegend aus dem Ende des 18. Jahrhunderts.
1652 wurde auf dem Weg zur nahegelegenen Burg Pyrmont ein Kalvarienberg mit lebensgroßen Figuren errichtet.
Siehe auch: Liste der Kulturdenkmäler in Pillig